# Kunglig Majestät

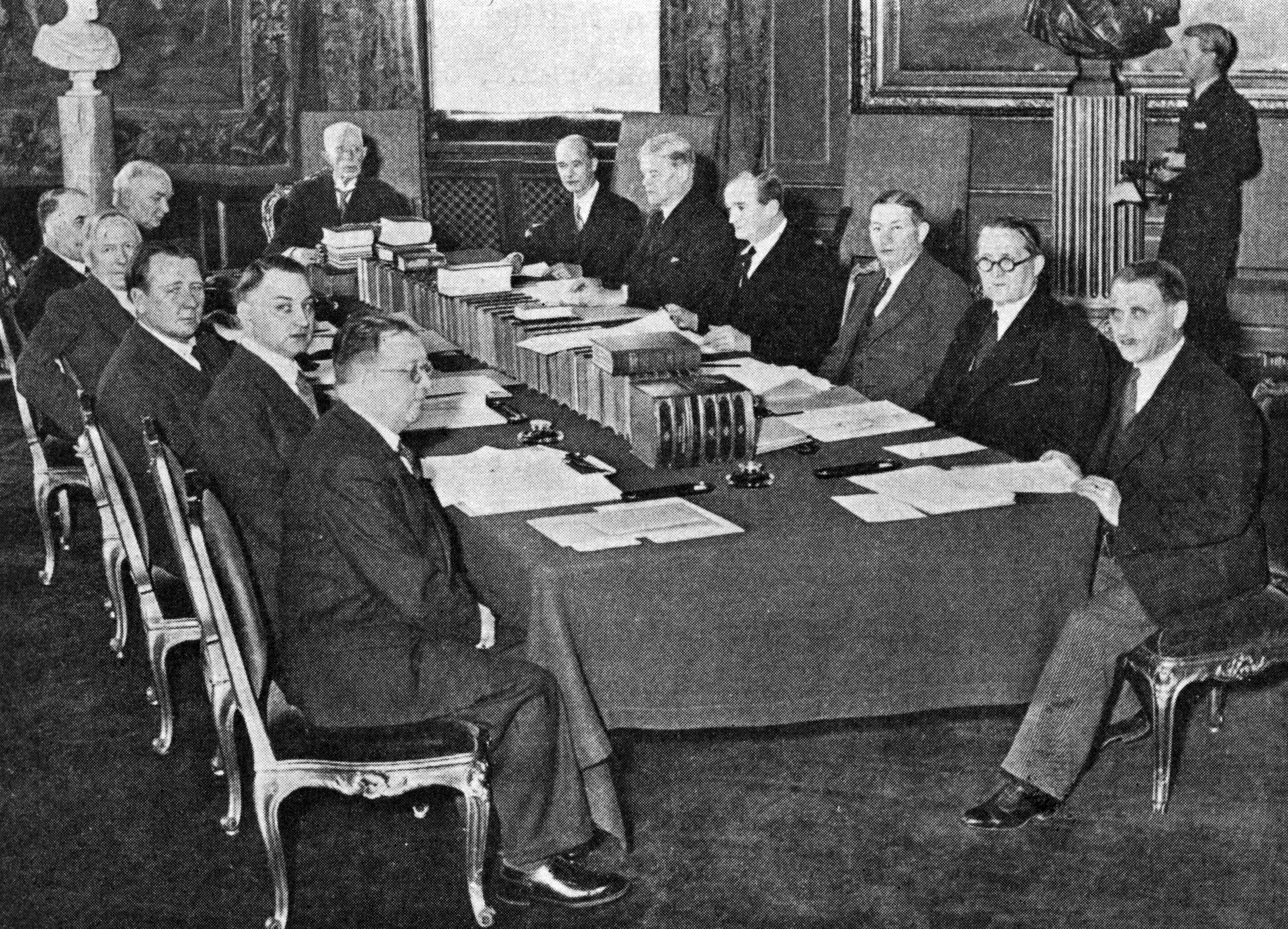
Schwedische Regierungssitzung, bei der das Staatsoberhaupt Vorsitzender ist (1938)

Kunglig Majestät (auch Kungl. Maj:t oder K.M:t) war von 1809 bis 1974 in Schweden der Name der staatlichen Stelle, die im Namen des Königs Entscheidungen traf. Die meisten Entscheidungen bezogen sich auf die Regierung (als Konungen i Statsrådet, deutsch Königlicher Staatsrat, oder nur als Konungen [König] bezeichnet), aber auch auf die obersten Gerichte: den Högsta domstolen (Oberster Gerichtshof) und den Högsta förvaltningsdomstolen (Oberstes Verwaltungsgericht).
Im formalen Sinne war es der König (oder in seiner Abwesenheit der Kronprinz oder der Prinzregent), der alle Entscheidungen in Regierungsangelegenheiten traf, nachdem der vom König ernannte Berater – Statsråd – ihm diese vorgetragen hatte.
Gerichtsurteile wurden vom Justizministerium im Namen des Königs erlassen. Mit der Zeit verlagerte sich die reale Machtposition des Königs zu einer zeremoniellen Teilnahme.
Kunglig Majestät wurde durch die Regierungsreform von 1974 abgeschafft und durch die Regierung ersetzt.

## Geschichte
Der Begriff Kunglig Majestät lässt sich bis ins 16. Jahrhundert zurückverfolgen, als Erik XIV. den Titel Majestät annahm, ebenso wie viele Könige in Dänemark, Frankreich oder England. Es war ursprünglich ein Titel, der aus der Zeit der deutsch-römischen Kaiser stammt und den der römische Kaiser Tiberius als Erster benutzte. Maiestas principis galt seither für den amtierenden Herrscher. Das Wort Majestät ist ursprünglich lateinisch und bedeutet „Größe“. „Kunglig“ wurde hinzugefügt, um den Titel der königlichen von der kaiserlichen Majestät zu unterscheiden.
Kunglig Majestät wurden in den Regierungssystemen von 1719, 1720 und 1772 immer als Bezeichnung für den König und dessen Macht verwendet. Im Regierungssystem von 1809 wurde der Begriff nur in der Einleitung von Gesetzestexten, jedoch oft in Dokumenten benutzt.
Der Begriff wurde ferner in allen Entscheidungen und Dokumenten benutzt, die im Staatsrat erlassen wurden, sowie in allen Entscheidungen und Urteilen des Obersten Gerichtshofs in Fällen, in denen der Oberste Gerichtshof die letzte Instanz war. Dies war ein Überbleibsel des alten Reichsrates, dessen eine Abteilung, die Justizprüfung, seit dem Mittelalter mit geringfügigen Anpassungen im 17. Jahrhundert als Oberstes Gericht der Justiz fungierte. Gustav III. schaffte den Reichsrat 1789 ab und richtete den Obersten Gerichtshof ein.